# Aleksander Ghica
Aleksander Ghica, rum. Alexandru Ghica – hospodar Wołoszczyzny w latach 1766–1768 z rodu Ghica.
Był synem hospodara wołoskiego i mołdawskiego Scarlata Ghiki, po którego śmierci objął tron wołoski. Szybko został z niego usunięty przez Turków z uwagi na brak jego przeciwdziałania wobec ściągania z Wołoszczyzny rekrutów do armii rosyjskiej w związku z rozpoczęciem wojny rosyjsko-tureckiej.
Literatura:  J. Demel, Historia Rumunii, Wrocław 1970.